# Massacre de Lidice
La massacre de Lidice és una operació de represàlia nazi per l'assassinat de Reinhard Heydrich a mans de la resistència txeca. Tropes nazis van irrompre a Lidice el 10 de juny de 1942 seguint ordres de Berlin i van agrupar tots els homes majors de 15 anys per afusellar-los. Posteriorment es va procedir a la detenció i assassinat dels homes que no es trobaven al poble en aquell moment. En total 184 homes van perdre la vida en aquesta massacre. Set infants van ser donats en adopció a famílies àries alemanyes i la resta de dones i nens de Lidice van ser enviats a camps de concentració i extermini, fins a sumar 340 víctimes mortals. Posteriorment es van cremar totes les cases i granges de la localitat, usant explosius per esfondrar els fonaments. El bestiar i mascotes van ser també exterminats. Es va ordenar també el saqueig de les tombes del cementiri local i fins i tot es va desviar parcialment un riu per anegar les restes de Lidice i intentar esborrar-la físicament del mapa. La massacre de Lidice s'emmarca dins un seguit d'operacions de revenja que van suposar la pèrdua d'almenys 1300 vides.